# Melilestes megarhynchus
Melilestes megarhynchus е вид птица от семейство Meliphagidae, единствен представител на род Melilestes.

## Разпространение
Видът е разпространен в Индонезия и Папуа Нова Гвинея.